# Trullars
Trullars ([tɾu'ʎas], en francès Trouillas) és un poble, cap del municipi del mateix nom, de 1.903 habitants el 2013, de la comarca del Rosselló, a la Catalunya del Nord. Pertany a la subcomarca dels Aspres.

## Etimologia
Joan Coromines explica el topònim Trullars com a procedent del llatí torculares (trulls, molins d'oli o cups).

## Geografia

### Localització i característiques generals del terme

Situació de la comuna de Trullars en el Rosselló

La comuna de Trullars, d'una extensió de 170.100 hectàrees d'extensió, és als Baixos Aspres, a tocar de la Plana del Rosselló, entre els rius Reart, que fa de límit oriental del terme, i la Cantarana (Rosselló), que travessa pel mig el sector nord del terme, per on estén el seu curs sinuós, ple de meandres.
L'estructura general del territori de Trullars és plana, amb algunes depressions on s'havien format estanyols, com l'Estany de Baix, l'Estany de Dalt i l'Estanyol avui dia dessecats.
Termes municipals limítrofs:
| Llupià  | Pontellà i Nyils |            |
| Terrats |                  | Vilamulaca |
| Forques | Paçà             |            |

### El poble de Trullars

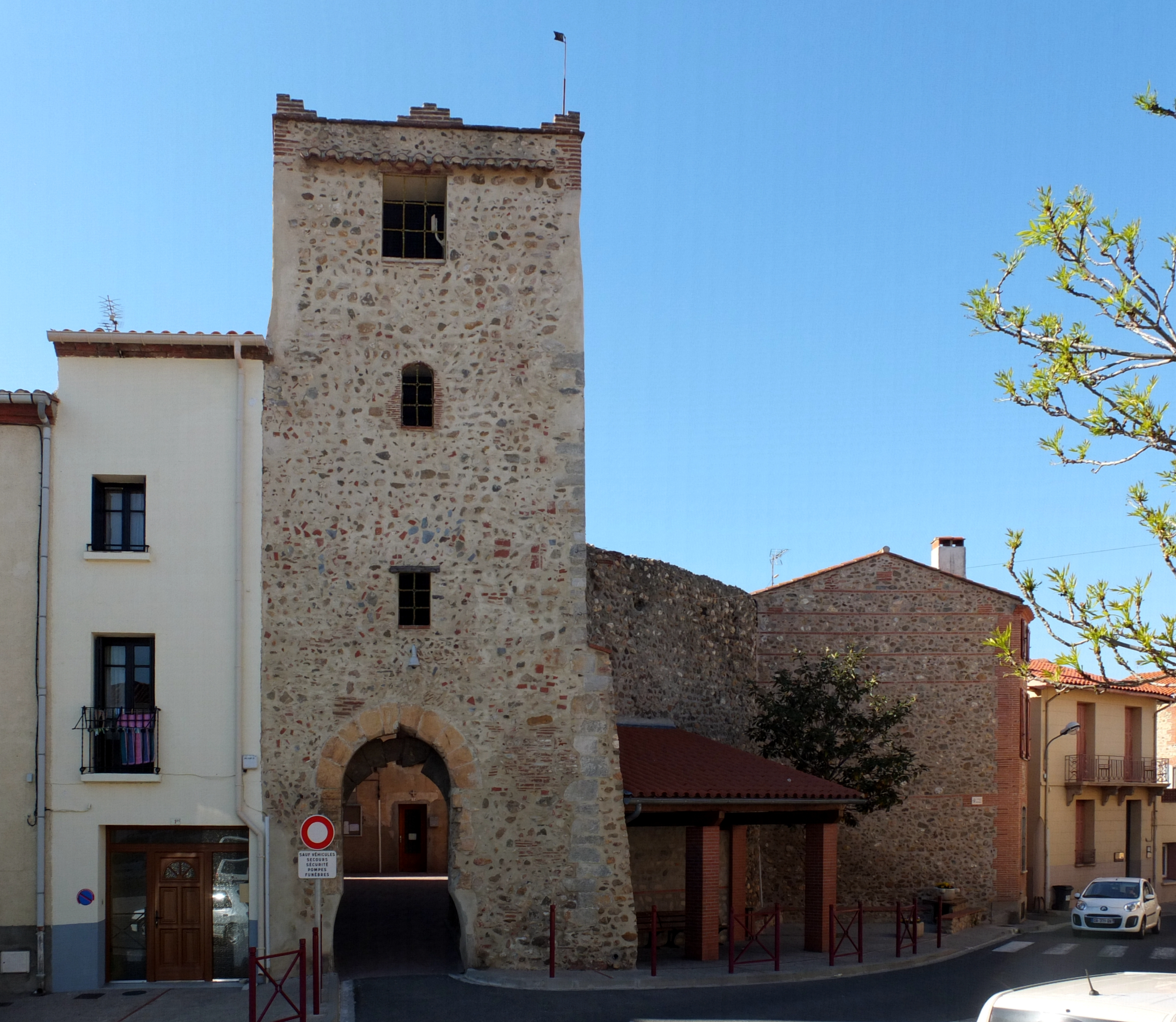
Torre de l'antic recinte fortificat de Trullars

Situat a 95 metres d'altitud a la dreta de la Rosselló, Trullars es formà en forma de cellera al voltant de l'església parroquial de Sant Aciscle de Trullars, romànica, però amb moltes transformacions sofertes al llarg dels anys. En algunes d'aquestes transformacions, l'església fou ampliada considerablement, fins que feu desaparèixer algunes cases de la cellera. Envoltant la cellera es creà el Recinte fortificat de Trullars. La situació del poble en un meandre molt tancat de la Cantarana accentuava el seu emplaçament estratègic.
El poble anà creixent en aquest espai, mentre que el seu desenvolupament modern i contemporani l'ha anat estenent cap als plans de migdia i de l'est del nucli, i cap a l'altra banda del riu. Un raval del poble és l'únic que travessa el riu i s'estén cap a la seva riba esquerra.

### La comanda templera del Masdéu

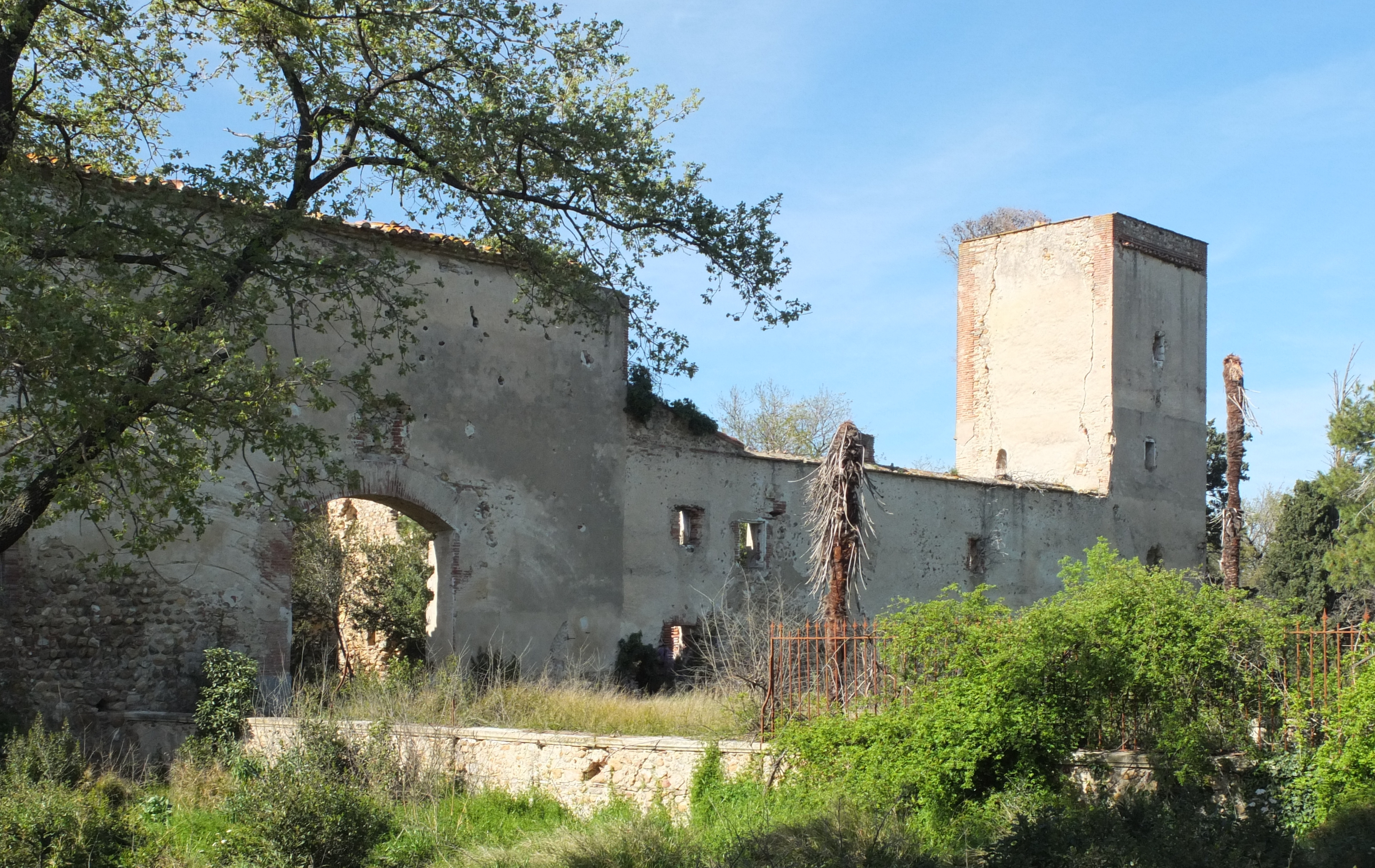
La comanda del Masdéu

La casa mare de l'Orde del Temple al Rosselló fou el Masdéu. Aquesta comanda templera tenia a ran del mesclant dels rius Reart i Cantarana (Rosselló), al nord-est del terme, l'església de Santa Maria del Masdéu i el recinte fortificat seu de la comanda. Havia començat essent una preceptoria, que passà a comanda amb una jurisdicció important: Nyils, Terrats, Santa Coloma de Tuïr, Palau del Vidre, Sant Hipòlit de la Salanca i, anys més tard, Cotlliure, a més de tots els forns de pa de Perpinyà.
Prop d'aquest indret tingué lloc la Batalla del Masdéu, mencionada en l'apartat d'història.

### Sant Salvador de Cirà
L'antic monestir benedictí de Sant Salvador de Cirà fou fundat el 844 sobre l'antic lloc de Ceceranum, citat en diversos documents medievals. El 1144 ja existia el monestir, segons es veu en el testament de Ramon de Montesquiu, qui uneix el monestir al de Sant Salvador de Breda. Hi continuà unit fins que fou venut per l'abat Bernat de Breda als veïns templers del Masdéu. Al segle xviii ja s'esmenta com a arruïnat, i avui dia no en queden restes visibles.

### Santa Eulàlia de Tevolís
L'esglesiola de Santa Eulàlia de Tevolís (ecclesiola Sancta Eulalia), encara documentada el 1495, actualment del tot desapareguda, era a prop del Reart. Era l'església d'una vila, Tevolís, esmentada entre el 1141 i el 1144.

### Llocs desapareguts del terme de Trullars
Tot i que no es coneix on eren, en documents medievals apareixen esmentats els vilars de Lanetellum, Tarracarias, Ceceranum i Lintexetum. Pel context, en el darrer cas es dedueix que era a tocar d'un dels estanys existents prop de Trullars.

### Els masos del terme
Trullars conserva alguns masos, com la Casa Nova, la Maixina, el Mas Cantarana, abans Mas d'en Domènec, el Mas de l'Hoste, el Mas dels Guillots, abans Cortal d'en Duran, el Mas d'en Conte, el Masdéu, el Mas Magí, el Mas Peirer Bolfa, el Mas Silvestre, el Mas Siné, abans Mas o Cortal d'en Capdet, el Mas Tronyó i la Teuleria, abans Teuleria d'en Duran. Ja desapareguts, es conserva el nom de la Casa d'en Clarà, del Casot o Barraca d'en Fornier, del Casot d'en Salies, abans Cortal o Mas d'en Salies, del Cortal d'en Clarà i del Cortal d'en Sanyàs, a més del Molí d'en Correu i de la Teuleria d'en Jaubert.

### Els cursos d'aigua
El terme de Trullars comparteix dues realitats geogràfiques: la plana del Rosselló, a la meitat oriental, i el començament dels Aspres, a l'occidental. Als sectors plans hi ha tot de canals de drenatge, com ara les dues Agulla de la Joncassa, una al nord-oest del terme i l'altra al nord-est, l'Agulla del Camp del Noguer, l'Agulla de l'Estany Alt, l'Agulla de l'Estany Baix, l'Agulla del Sabartès, l'Agulla dels Romegals, l'Agulla de Madaixó, l'Agulla de Pugeraut i el Pou i el Túnel de les Coves.
Els principals cursos d'aigua natural són el del Reart i el de la Cantarana (Rosselló), que corren paral·lels un per l'extrem meridional del terme (el Reart) i l'altre pel terç superior, ran del nucli de població. Són afluents d'aquests dos cursos d'aigua uns quants torrents, aquí anomenats còrrecs: el Còrrec, el Còrrec de la Tina, el Còrrec del Camí del Monestir, el Còrrec del Mas d'en Jaubert, el Còrrec del Mas Tronyó, el Còrrec de les Clares, el Còrrec de les Eres, el Còrrec de l'Estanyol, el Còrrec del Gall, o d'en Gall, el Còrrec del Mas d'en Conte, el Còrrec del Noguer, dos Còrrec del Sabartès, difererents, el Còrrec de Santa Magdalena, el Còrrec de Pugeraut, el Còrrec dels Plans, el Còrrec d'en Llobet, el Còrrec d'en Piscot i el Còrrec de Puig de Nagut. El Còrrec de la Teuleria, nom ja en desús, és l'actual llera del Reart.
Diversos passos a gual travessen aquestes agulles i còrrecs: el Passallís del Camí de la Capella, el Passallís del Camí de la Maixina i el Passallís del Camí de Vilamulaca.
A part d'aquests cursos d'aigua, cal esmentar dues fonts importants: la Font del Masdéu, dita habitualment simplement la Font i la Font Roja. També hi ha la Pompa d'en Clarà, nom antic, actualment desapareguda, i el Pou de la Pinya. En el terme existeixen dues rescloses: la del Molí d'en Correu, i la del Molí de Pontellà.

### El relleu
Com que pertany ja als Aspres, el terme de Trullars té diverses elevacions, com el Pugeraut, el Puget, el Puig del Pal i el Puig de Nagut, i algunes serres, com la Serra o el Serrat de Robau. Coll de Portell és també un topònim que marca un punt de relleu.

### El terme comunal
Els principals noms de lloc del terme de Trullars són la Barda, el Camí de Pontellà (partida), la Casa Nova, el Castanyer, les Clares, la Creueta, Darrere el Mas, Estany Alt, Estany Baix, l'Estanyol, el Falguerar, Font d'en Font, Font Roja, la Garriga, la Joncassa, Madaixó, el Mas d'en Conte, el Mas d'en Jaubert, el Mas d'en Ripoll, el Masdéu, el Mas Domènec, el Mas Silvestre, Millareda, Mirabò, el Molí d'en Gelis, els Molinàs, Muifred, els Plans, els Plans d'Amunt, el Reart, el Riberal, les Ribes, Robau, els Romegals, el Sabartès, el Salt de les Moles, Santa Magdalena, Sant Salvador, les Teuleries o la Teuleria-, les Teuleries d'en Duran i Torroelles. Alguns designen directament camps, horts o vinyes: el Camp del Noguer, el Camp del Prior, el Camp Llarg, la Colomina del Bosc, la Colomina -o les Colomines- d'en Salies, les Eres, l'Horta, l'Hort d'en Piscot, l'Oliveda del Bosc, el Vinyer del Cuc i el Vinyer del Reart. Com a noms ja desapareguts hi ha el Racó i la Vinya del Bosc.

## Transports i comunicacions

### Carreteres
Travessa el terme de Trullars pel seu sector més oriental, de nord a sud, l'autopista A-9/E-15, anomenada la Catalana, que no té cap enllaç dins del terme. La D-900 (l'antiga RN-9), de Salses al Portús no arriba a tocar el terme de Trullars, tot i que n'és molt a prop, a l'extrem sud-est.
D'altra banda, la carretera D - 23 (Cànoes - D-615, a Forques) travessa el terme de nord a sud. Per aquesta carretera, Trullars dista 6 quilòmetres de Cànoes, 2,2 de Pontellà, i 4,4 de Forques.
Encara, la D - 37 (Trullars - Vilamulaca) marxa de Trullars cap al sud-est, i mena a Vilamulaca en 4 quilòmetres.
Finalment, la D - 612 (Estagell - D-22, a Sant Cebrià de Rosselló) travessa el terme de Trullars de ponent a llevant. Des de Trullars mena en 30 quilòmetres a Estagell, en 26 a Montner, en 18 a Millars, en 7 a Tuïr, pel costat nord-oest, i en 6,5 a Bages de Rosselló, en 9,5 a Montescot, en 15 a Elna i en 19 a Sant Cebrià de Rosselló, pel costat de llevant.

### Ferrocarril
Pel terme de Trullars es troba la via fèrria del Tren d'Alta Velocitat. Entra en el terme per l'extrem sud-est del terme, i en surt pel nord, cap a la meitat del terme, marcant una línia diagonal de sud a nord. No té estació pròpia a Trullars, per la qual cosa aquest poble s'ha de servir de l'estació de Perpinyà.

### Transport col·lectiu públic
La línia 380 del servei departamental de Le bus à 1 € uneix Trullars amb Perpinyà, cap al nord, i amb Paçà cap al sud, `passant per Tuïr, Vilamulaca i Trasserra. Amb 7 serveis diaris en cada direcció de dilluns a dissabte, no circula els dies de festa. Trullars és a mitja hora de Perpinyà, a 10 minuts de Tuïr, a 5 de Vilamulaca, a 12 de Trasserra i a un quart d'hora de Paçà.
Una altra línia de la mateixa xarxa és la 421, que uneix Sant Cebrià de Rosselló amb Millars, passant per Llupià i Tuïr, cap al nord-oest, i per Bages de Rosselló, Montescot, Elna, Alenyà, Sant Cebrià poble, i Sant Cebrià Platja. Ofereix dos serveis diaris en cada direcció de dilluns a dissabte, i no circula els dies de festa. La distància en minuts des de Trullars és de 25 a Millars, 7 a Tuïr, 5 a Llupià, 10 a Bages, 15 a Montescot, 30 a Elna, 32 a Alenyà, 37 al poble de Sant Cebrià i 50 a Sant Cebrià Platja.

### Els camins del terme
El terme de Trullars està solcat per camins de diverses menes. D'una banda, els antics camins convertits en carreteres cap a altres pobles veïns, com la Ruta d'Elna i la Ruta de Tuïr. D'una altra, els camins que duen als pobles veïns de Trullars: Camí de Brullà, o de Vilamulaca, Camí de Forques, Camí de Llupià, Camí de Llupià a Paçà, Camí de Millareda, o de Llupià a Paçà, Camí de Nyils al Masdéu, Camí de Pontellà al Masdéu, Camí de Nyils (dos de diferents), Camí de Paçà, Camí de Pontellà, Camí de Terrats, Camí de Terrats a Paçà, Camí de Terrats a Pontellà, Camí de Vilamulaca al Masdéu; un camí desaparegut és el de Terrats a Perpinyà. Finalment, hi ha els camins interiors del terme de Trullars: Camí de la Capella, Camí de la Garriga, Camí de l'Estany, Camí del Mas d'en Jaubert, Camí del Masdéu, Camí del Mas Domènec, Camí del Mas Ripoll, Camí del Molí, o del Molí de Pontellà, Camí del Monestir, Camí del Sabartès i Camí de Mirabò.
Esment a part mereixen la via del TGV, l'Autoruta la Catalana i la Carrerada del Reart.

## Activitats econòmiques
Trullars no és una excepció, dins del conjunt del Rosselló, i es dedica bàsicament a l'agricultura. Hi ha més d'un centenar d'explotacions agrícoles, amb un predomini absolut de l'activitat vitivinícola. A més, la quasi totalitat es dedica a vins de qualitat, de denominació d'origen controlada, i només una ínfima part a vins comuns; una petita part es dedica també a fruiters (albercoquers, presseguers i cirerers) i una altra petita part, a hortalisses (carxofes i escaroles), a més d'una certa quantitat destinada a farratges. Existeix una mica de ramaderia ovina, amb algunes cabres.
L'activitat industrial gira a l'entorn de la cooperativa vinícola, situada al barri nord del poble. Hi ha també una fàbrica d'espardenyes i alguns obradors artesanals locals.

## Història

### Història medieval
Al segle xii, el senyor de Trullars era un dels cinc dignataris del capítol de la catedral d'Elna; era amo de Palau i casa (casa i castell). Els altres quatre eren els senyors de Bages, Baixàs, Elna i Salelles.

### Història contemporània
El 1793, durant la Guerra Gran, tingué lloc la batalla del Masdéu entre les tropes de Carles IV d'Espanya manades pel general Antonio Ricardos i la República Francesa, en la qual els francesos van perdre sis mil homes. Malgrat la victòria, no s'aconseguí la reintegració del Rosselló amb la resta dels territoris catalans.

## Demografia

### Demografia antiga
La població està expressada en nombre de focs (f) o d'habitants (h)
| 45 f | 39 f | 25 f | 25 f | 17 f | 22 f | 16 f | 40 f | 52 f | 59 f | 384 h | 59 f | 100 f |

Font: Pélissier 1986

### Demografia contemporània
| Evolució de la població |      |      |      |      |      |      |      |      |
| 1793                    | 1800 | 1806 | 1821 | 1831 | 1836 | 1841 | 1846 | 1851 |
| 275                     | 441  | 540  | 622  | 652  | 640  | 646  | 647  | 720  |

| 1856 | 1861 | 1866 | 1872 | 1876 | 1881  | 1886  | 1891  | 1896  |
| ---- | ---- | ---- | ---- | ---- | ----- | ----- | ----- | ----- |
| 747  | 707  | 738  | 737  | 880  | 1.081 | 1.020 | 1.061 | 1.172 |

| 1901  | 1906  | 1911  | 1921  | 1926  | 1931  | 1936  | 1946  | 1954  |
| ----- | ----- | ----- | ----- | ----- | ----- | ----- | ----- | ----- |
| 1.215 | 1.240 | 1.224 | 1.302 | 1.224 | 1.278 | 1.196 | 1.029 | 1.036 |

| 1962  | 1968  | 1975  | 1982  | 1990  | 1999  | 2006  | 2007  | 2012  |
| ----- | ----- | ----- | ----- | ----- | ----- | ----- | ----- | ----- |
| 1.088 | 1.073 | 1.070 | 1.144 | 1.272 | 1.424 | 1.538 | 1.554 | 1.875 |

| 2013  | - | - | - | - | - | - | - | - |
| ----- | - | - | - | - | - | - | - | - |
| 1.903 | - | - | - | - | - | - | - | - |

Fonts: Ldh/EHESS/Cassini fins al 1999, després INSEE a partir deL 2004

### Evolució de la població

Població 1962-2008

## Administració i política

### Batlles[8]
| Període                       | Nom              | Opció política | Comentaris                            |
| ----------------------------- | ---------------- | -------------- | ------------------------------------- |
| ? – Agost del 1994            | Marcel Malafosse |                | Mort durant l'exercici del seu càrrec |
| Març del 2001 – Moment actual | Rémy Attard      |                |                                       |

### Legislatura 2014 - 2020

#### Batlle
- Rémy Attard. President de totes les comissions municipals.

#### Adjunts al batlle[9]
- 1r: Jeannine Albert, Vicepresident de la comissió d'Educació, infància, joventut i cultura. Membre de les comissions de Finances, d'Edificis municipals, via pública i entorn, d'Esports, esplai i festes i de Solidaritat i Acció social
- 2n: Christian Cazenobe, Vicepresident de la comissió d'edificis municipals, via pública i entorn. Membre de les comissions de Finances, d'Urbanisme i de Quadre de vida, agricultura i desenvolupament durador
- 3r: Henri Galangau, vicepresident de les comissions d'Esports, esplai i festes i de Quadre de vida, agricultura i desenvolupament durador. Membre de les comissions d'Educació, infància, joventut i cultura, de Comunicació i de Solidaritat i Acció social
- 4t: Annie Faliu, Vicepresident de les comissions de Comunicació i de Solidaritat i Acció social. Membre de les comissions de Finances, d'Edificis municipals, via pública i entorn i d'Urbanisme
- 5è: Jean-François Cazals, vicepresident de les comissions de Finances i d'Urbanisme. Membre de la comissió de Comunicació.

#### Consellers municipals
- Jacques Taulet, membre de les comissions d'Edificis municipals, via pública i entorn, d'Esports, esplai i festes i de Quadre de vida, agricultura i desenvolupament durador
- Bernadette Font, membre de les comissions de Finances, d'Edificis municipals, via pública i entorn, d'Esports, esplai i festes, de Quadre de vida, agricultura i desenvolupament durador i de Solidaritat i Acció social
- Philippe Breteau, membre de les comissions de Finances, d'Edificis municipals, via pública i entorn, d'Urbanisme i de Quadre de vida, agricultura i desenvolupament durador
- Gilles Bordg, membre de les comissions de Finances, d'Educació, infància, joventut i cultura, d'Urbanisme i de Comunicació
- Barbara Knaff, membre de les comissions d'Edificis municipals, via pública i entorn, d'Educació, infància, joventut i cultura, d'Esports, esplai i festes i de Solidaritat i Acció social
- Marlène Pujol, membre de les comissions d'Edificis municipals, via pública i entorn, d'Educació, infància, joventut i cultura, d'Esports, esplai i festes i de Comunicació
- Nicolas Mazieres, membre de les comissions de Finances, d'Edificis municipals, via pública i entorn, d'Urbanisme i de Comunicació
- Orianne Peleja, membre de les comissions de Finances, d'Educació, infància, joventut i cultura i de Quadre de vida, agricultura i desenvolupament durador
- Emilie Chartier, membre de les comissions d'Educació, infància, joventut i cultura i de Solidaritat i Acció social
- Béatrice Coussolle, membre de les comissions de Finances, d'Edificis municipals, via pública i entorn, d'Educació, infància, joventut i cultura i d'Urbanisme
- Julien Salvador, membre de les comissions d'Edificis municipals, via pública i entorn, d'Esports, esplai i festes i de Comunicació
- Christine Tournier, membre de les comissions d'Educació, infància, joventut i cultura i de Solidaritat i Acció social
- Jacques Pruja, membre de les comissions de Finances i de Quadre de vida, agricultura i desenvolupament durador.

### Adscripció cantonal

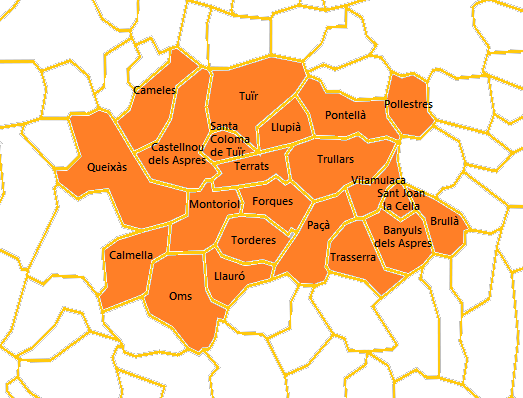
Mapa del Cantó 1 dels Aspres

A les eleccions cantonals del 2015 Trullars ha estat inclòs en el cantó número 1, denominat Els Aspres, amb capitalitat a la vila de Tuïr i amb els pobles de Banyuls dels Aspres, Brullà, Calmella, Cameles, Castellnou dels Aspres, Forques, Llauró, Llupià, Montoriol, Oms, Paçà, Pollestres, Pontellà i Nyils, Queixàs, Santa Coloma de Tuïr, Sant Joan la Cella, Terrats, Torderes, Trasserra, Trullars i Vilamulaca. Hi han estat escollits com a consellers departamentals Édith Pugnet, del Partit Comunista - Front d'esquerra, Vicepresident del Consell departamental, adjunta al batlle de Cabestany, i René Olivé, del Partit Socialista, Vicepresident del Consell departamental, batlle de Tuïr.